# Mario Šoštarić
Mario Šoštarić (Slovenj Gradec, 25 novembre 1992) è un pallamanista croato con cittadinanza slovena, ala destra del Pick Szeged.

## Palmarès

### Club

#### Titoli nazionali
- Campionato ungherese di pallamano maschile: 3
2017-18, 2020-21, 2021-22

- Coppa d'Ungheria: 2
2018-19, 2024-25

### Nazionale
- Mondiali:

 Croazia, Danimarca e Norvegia 2025

### Individuale
- Campionato mondiale di pallamano maschile 2025: miglior ala destra